# Kjell-Arne Vikström
Kjell-Arne Vikström (* 28. März 1951 in Skellefteå; † 9. September 2002) war ein schwedischer Eishockeyspieler, der unter anderem für Clemensnäs IF, Södertälje SK und Skellefteå AIK in der höchsten schwedischen Liga sowie für den EC Deilinghofen in der Bundesliga aktiv war.

## Karriere
Kjell-Arne Vikström begann mit dem Eishockeyspielen bei Clemensnäs IF, wo er ab 1968 in der ersten Mannschaft zum Einsatz kam. Mit dem Team stieg er in der Saison 1968/69 in die Division 1, die damals höchste schwedische Liga auf. Nach drei Jahren bei seinem Heimatverein und einer Saison bei Skellefteå AIK gelang dem Stürmer mit dem Wechsel zu Södertälje SK im Jahr 1972 sein endgültiger Durchbruch. Schon in der Spielzeit 1972/73 wurde er erfolgreichster Torschütze und Topscorer des Erstligisten. Insgesamt spielte er sechs Jahre für den Klub und schoss 107 Tore in 178 Ligaspielen.
Im Jahr 1978 wechselte Vikström ebenso wie sein Landsmann Sverker Torstensson für eine Saison zum EC Deilinghofen in die deutsche Bundesliga, für den er in nur einer Saison 44 Treffer erzielte. Anschließend kehrte er nach Schweden zurück und spielte nochmals drei Jahre lang für Skellefteå AIK. Er gilt als Mitverursacher einer der größten Schlägereien der schwedischen Eishockeygeschichte, als er im Jahr 1980 auf die Provokation eines Spielers des Erzrivalen IF Björklöven reagierte, der beim Aufwärmen in die gegnerische Hälfte gefahren war.
Nachdem Vikström die Saison 1982/83 bei Piteå IF verbracht hatte und dort mit 61 Scorerpunkten in 32 Spielen zum Publikumsliebling geworden war, kehrte er im Jahr 1983 für zwei Spielzeiten zu Clemensnäs IF zurück. In der Saison 1986/87 war er als Spielertrainer bei Malå IF in der dritthöchsten Liga aktiv. Als Trainer wirkte er in den folgenden beiden Jahren auch bei seinem Heimatverein, bevor er seine Karriere im Jahr 1989 endgültig beendete.

### International
Vikström absolvierte zwischen 1973 und 1977 insgesamt 49 Länderspiele für die schwedische Nationalmannschaft, in denen er zwölf Tore erzielte. Bei der Weltmeisterschaft 1973 gewann er mit dem Team die Silbermedaille und zwei Jahre später bei der Weltmeisterschaft 1975 die Bronzemedaille. Außerdem gehörte er beim Canada Cup 1976 zur schwedischen Auswahl.

## Erfolge und Auszeichnungen
- 1969 Aufstieg in die Division 1 mit Clemensnäs IF
- 1972 Aufstieg in die Division 1 mit Skellefteå AIK
- 1973 Silbermedaille bei der Weltmeisterschaft
- 1975 Bronzemedaille bei der Weltmeisterschaft

## Karrierestatistik

### International
Vertrat Schweden bei:
- Weltmeisterschaft 1973
- Weltmeisterschaft 1975
- Canada Cup 1976

(Legende zur Spielerstatistik: Sp oder GP = absolvierte Spiele; T oder G = erzielte Tore; V oder A = erzielte Assists; Pkt oder Pts = erzielte Scorerpunkte; SM oder PIM = erhaltene Strafminuten; +/− = Plus/Minus-Bilanz; PP = erzielte Überzahltore; SH = erzielte Unterzahltore; GW = erzielte Siegtore; 1 Play-downs/Relegation; Kursiv: Statistik nicht vollständig)